# Palazzetto dello sport Arcella
Il palazzetto dello sport Arcella (talvolta abbreviato in PalaArcella e conosciuto con il nome sponsorizzato di PalaSpiller) è un palasport della città di Padova, situato in zona Arcella. È la sede delle partite interne della formazione di pallavolo femminile LeAli di Padova Volley Project che milita in Serie B1.

## Storia
L'impianto ha ospitato le partite interne del Volley Club Padova in Serie A1 e Serie A2, e della Pallavolo Padova in Serie A2, in attesa della ristrutturazione del PalaFabris. Inoltre ha ospitato anche incontri di pugilato.

## Struttura
In passato ha avuto una capienza di 1 050 posti a sedere.